# Бозе (монастир)
Бо́зе – католицька чернеча громада, ченців обох статей, від різних християнських церков.
Заснована 8 грудня 1965 року, в той день коли завершив роботу Другий Ватиканський собор. У той час Енцо Б'янкі вирішив жити один у орендованому будинку у Бозе у муніципалітеті Маньяно, провінція Б'єлла, Італія. Чернеча громада у Бозе зростає, на сьогодні вже більше 80 братів і сестер різних християнських традицій, і приймає тисячі відвідувачів щорічно. Перші брати приєдналися через три роки, серед них були жінка і протестантський пастор.